# ФК Черноморец (Бургас)
Вижте пояснителната страница за други значения на Черноморец.
Черноморец е футболен клуб от Бургас, основан през 1919 година. Играе своите мачове на стадион „Черноморец“.
Отборът последно участва във В футболна група през сезон 2006/2007 г. През есента на 2006 г. прекратява съществуването си. През 2005 г., за да се продължат традициите на марката „Черноморец“, е създаден ОФК „Черноморец 919“.

## История

### Началото
През 1910 г. Стефан Илич заедно с група съученици от Роберт Колеж (Цариград) основават в Бургас спортен клуб „Стрела“.
В периода 1918 – 1919 г. СК „Стрела“ се разраства и това налага промяна в организацията. През август 1919 г. е учреден спортен клуб, който по предложение на Стефан Илич е наречен „Черноморец“. Първи председател на клуба става Стефан Илич.

### 1919 – 2006
Клубът е основан през 1919 г. под името „Черноморец“. През 1921 г. към „Черноморец“ се присъединява „Олимпиец“ (основан 1920 г.). През 1929 г. „Черноморец“ се обединява с „Чеган“ (създаден 1927 г., след обединението на „Ботев“ – основан 1921 г. и „Нова стрела“ – основан 1921 г.), под името „Черноморец – Чеган 29“. През 1930 г. „ЧЧ 29“ сменя името си на „Черноморец“.
През 1945 г. клубът е закрит от БКП. След като е закрит „Черноморец“, през 1945 г. в Бургас остават 3 клуба – „Левски“, „Ботев“ и „Славия“. „Левски“ и „Ботев“ се обединяват под името „ЛБ-45“. През 1946 г. „ЛБ-45“ се обединява със „Славия“ под името „Любислав“. През 1949 г. се създават Доброволните спортни организации, които съществуват до 1956 г. В Бургас те са 11: „Миньор“, „Червено знаме“, „Спартак“, „Локомотив“, „Динамо“, „Ударник“, „Строител“, „Урожай“, ДНА, „Септември“ и „Торпедо“. След като се закриват Доброволните спортни организации, в Бургас през 1957 г. са създадени 2 клуба – „Левски“ и „Черноморски спортист“.
През 1958 г. „Левски“ и „Черноморски спортист“ се обединяват под името „Ботев“.
През 1968 г. за да се възродят историята и традициите на „Черноморец“, по идея на спортния журналист и деятел Стефан Вълчев, който е бивш футболист на „Черноморец“, „Ботев“ (създаден 1958 г., след обединението на „Левски“ и „Черноморски спортист“ – създадени 1957 г.) сменя името си на „Черноморец“.
През 2005 г. „Черноморец“ е в криза и изпада в аматьорскате футболни групи, а ръководството отказва да преговаря за продажбата на клуба. Тогава, за да се продължат историята и традициите на клуба, е създаден общински футболен клуб „Черноморец 919“.
През 2006 г. „Черноморец“ прекратява съществуването си, а „Черноморец 919“ се преименува на „Черноморец Бургас“.

## Наименования
- Черноморец (1.08.1919 – 1929)
- Черноморец – Чеган 29 (1929 – 1930)
- Черноморец (1930 – 1944)
- Черноморец (8.08.1968 – 2006)

## Участия в ЕКТ
Интертото и Купа на УЕФА
| Сезон     | Турнир       | Етап       | Страна | Отбор            | Домакин | Гост |
| --------- | ------------ | ---------- | ------ | ---------------- | ------- | ---- |
| 1982      | Интертото    | група 9    |        | Баник Острава    | 5:2     | 1:3  |
| 1982      | Интертото    | група 9    |        | ИФК Гьотеборг    | 2:4     | 4:4  |
| 1982      | Интертото    | група 9    |        | Нествед          | 4:0     | 1:2  |
| 1985      | Интертото    | група 11   |        | ИК Старт         | 2:0     | 0:1  |
| 1985      | Интертото    | група 11   |        | Аарау            | 4:1     | 3:3  |
| 1985      | Интертото    | група 11   |        | МТК              | 1:2     | 1:5  |
| 1989 – 90 | Купа на УЕФА | 1 кв. кръг |        | КС Динамо Тирана | 3:1     | 0:4  |

## Успехи
А група
- 5 място (2 пъти) – 1979 и 1984 г.

Купа на България
- Финалист (1 път) – 1989 г.

## Последни 10 сезона
| Сезон   | Група | Място | М  | П  | Р | З  | Г.Р.  | Т  | Купа на България |
| ------- | ----- | ----- | -- | -- | - | -- | ----- | -- | ---------------- |
| 1997/98 | Б ФГ  | 4     | 30 | 18 | 5 | 7  | 50:17 | 59 | 1/16-финал       |
| 1998/99 | Б ФГ  | 1     | 30 | 21 | 3 | 6  | 62:20 | 66 | 2 кръг           |
| 1999/00 | А ФГ  | 10    | 30 | 10 | 7 | 13 | 31:40 | 37 | 1/2-финал        |
| 2000/01 | А ФГ  | 11    | 26 | 6  | 4 | 16 | 22:48 | 22 | 1/16-финал       |
| 2001/02 | А ФГ  | 10    | 40 | 13 | 9 | 18 | 41:69 | 35 | 1/16-финал       |
| 2002/03 | А ФГ  | 11    | 26 | 7  | 3 | 16 | 32:56 | 24 | 1/4-финал        |
| 2003/04 | А ФГ  | 16    | 30 | 4  | 6 | 20 | 30:68 | 18 | 1/8-финал        |
| 2004/05 | Б ФГ  | 15    | 30 | 5  | 4 | 21 | 29:64 | 19 | 1 кръг           |
| 2005/06 | В ФГ  | 14    | 30 | 6  | 5 | 19 | 26:56 | 23 | отказва се       |
| 2006/07 | В ФГ  | 18    | 34 | 0  | 0 | 34 | 8:161 | 0  | отказва се       |

## Почетни листи
| Място | Име                 | Националност | Мачове |
| ----- | ------------------- | ------------ | ------ |
| 1     | Иван Йовчев         |              | 311    |
| 2     | Иван Притъргов      |              | 254    |
| 3     | Валентин Делиминков |              | 248    |
| 4     | Тотко Дремсизов     |              | 201    |
| 5     | Любомир Шейтанов    |              | 201    |

| Място | Име             | Националност | Голове |
| ----- | --------------- | ------------ | ------ |
| 1     | Тотко Дремсизов |              | 79     |
| 2     | Иван Притъргов  |              | 76     |
| 3     | Владо Стоянов   |              | 66     |
| 4     | Георги Маджаров |              | 47     |
| 5     | Пейо Николов    |              | 29     |

## Легенди
| - Любомир Шейтанов - Руси Гочев - Тотко Дремсизов - Ваньо Костов - Владо Стоянов - Иван Притъргов - Златко Янков - Валентин Иванов - Илиян Банев - Диян Петков | - Николай Русев – Джангъра - Цвятко Мутафчиев - Панайот Костов - Мирослав Кралев - Петър Младенов - Росен Петров - Пейо Николов - Васил Стоянов - Валентин Делиминков - Валентин Пеев | - Дражо Стоянов - Георги Илиев - Николай Калушев - Христо Стоев - Алекси Желязков - Красимир Димитров - Тома Томов - Васил Стоянов – Вашпина - Васил Григоров - Димитър Божидаров | - Христо Момчев - Димитър Папазов - Иван Пазачев - Стоян Пумпалов - Николай Радлев - Тодор Райков - Иван Вутов - Иван Йовчев | - Симеон Чилибонов - Георги Чиликов - Костадин Джамбазов - Рали Халачев - Иван Илчев - Илиан Илчев - Мирослав Косев - Радостин Кишишев - Ивайло Коцев - Петър Кюмурджиев - Георги Маджаров |  |

## Изявени треньори
- Крамер Липот
- Евгени Янчовски
- Тотко Дремсизов
- Любомир Борисов
- Васил Желев
- Иван Цветанов
- Мирослав Кралев